# Larbaâ (distrito)
Larbaâ é um distrito localizado na província de Blida, Argélia, e cuja capital é a cidade de mesmo nome, Larbaâ. Em 1998, a população total do distrito era de 60 583 habitantes.[carece de fontes?]

## Municípios
O distrito está dividido em dois municípios:
- Larbaâ
- Souhane